# Чемпионат Европы по академической гребле 2013
Чемпионат Европы по академической гребле 2013 года прошёл с 31 мая по 2 июня в городе Севилья (Испания). В нём приняло участие 549 гребцов из 35 стран, которые разыграли награды в 17 дисциплинах.

## Медалисты

### Мужчины
| Дисциплина              | Золото | Время   | Серебро | Время   | Бронза | Время   |
| ----------------------- | --- | ------- | --- | ------- | --- | ------- |
| M1x Одиночки            | Чехия · Ондржей Сынек | 7:36,35 | Германия · Марсель Хаккер | 7:40,75 | Нидерланды · Рул Брас | 7:45,95 |
| M2x Двойки парные       | Италия · Франческо Фосси · Романо Баттисти | 6:37,05 | Литва · Роландас Мащинскас · Саулюс Риттер | 6:37,67 | Норвегия · Нильс Якоб Хофф · Хьетиль Борш | 6:38,97 |
| M2- Двойки распашные    | Сербия · Ненад Беджик · Никола Стоич | 7:02,59 | Польша · Войцех Гуторский · Ярослав Годек | 7:04,98 | Нидерланды · Рогир Блинк · Митчел Стенман | 7:08,27 |
| M4x Четвёрки парные     | Германия · Карл Шульце · Пауль Хайнрих · Лауриц Шооф · Тим Громанн | 6:07,41 | Польша · Давид Грабовский · Конрад Василевский · Пётр Личнерский · Адам Виценсяк                                                                                             | 6:09,51 | Италия · Маттео Стефанини · Симоне Веньер · Лука Рамбальди · Симоне Райнери                                                                                               | 6:09,59 |
| M4- Четвёрки распашные  | Нидерланды · Боаз Мейлинк · Кай Хендрикс · Мехил Верслёйс · Роберт Люккен                                                                                                 | 6:21,79 | Румыния · Марьюс Козмьюк · Георге Паламариу · Кристи-Илие Пырги · Флорин Куруя                                                                                               | 6:23,83 | Германия · Тони Зайферт · Феликс Вимбергер · Мальте Якшик · Максимилиан Планер                                                                                            | 6:24,94 |
| M8+ Восьмёрки           | Германия · Максимилиан Мунски · Ханнес Оцик · Максимилиан Райнельт · Феликс Драхотта · Антон Браун · Рихард Шмидт · Кристоф Вильке · Эрик Йоханнесен · Мартин Зауэр (рул) | 5:59,00 | Польша · Марцин Бжезинский · Пётр Ющак · Миколай Бурда · Пётр Хойка · Збигнев Сходовский · Михал Шпаковский · Кристиан Арановский · Рафал Хеймей · Даниэль Трояновский (рул) | 6:00,31 | Нидерланды · Сьёрд де Грот · Рубен Кнаб · Гербрен Спёльстра · Томас Дорнбос · Винсент ван дер Вант · Будевейн Рёэлл · Давид Кёйпер · Говерт Виргевер · Петер Вирсум (рул) | 6:00,93 |
| Лёгкий вес              | |         | |         | |         |
| LM1x Одиночки           | Дания · Хенрик Стефансен | 7:37,93 | Португалия · Педро Фрага | 7:38,84 | Германия · Джонатан Кох | 7:48,42 |
| LM2x Двойки парные      | Франция · Стани Делер · Жереми Азу | 6:56,61 | Норвегия · Кристофер Брун · Аре Страндли | 6:58,96 | Швейцария · Симон Шюрх · Марио Гир | 6:59,40 |
| LM2- Двойки распашные   | Швейцария · Симон Нипманн · Лукас Трамер | 7:23,21 | Италия · Гвидо Гравина · Джорджо Туччинарди | 7:24,52 | Испания · Хавьер Вела Магги · Даниэль Сигюрбьёднссон | 7:25,79 |
| LM4- Четвёрки распашные | Дания · Каспер Винтер · Якоб Ларсен · Якоб Барсё · Мортен Йоргенсен | 6:27,28 | Чехия · Ян Ветешник · Ондржей Ветешник · Иржи Копач · Мирослав Враштил | 6:29,68 | Франция · Франк Сольфорози · Гийом Рено · Огюстен Мутерд · Тома Барух | 6:30,38 |

### Женщины
| Дисциплина           | Золото | Время   | Серебро | Время   | Бронза | Время   |
| -------------------- | --- | ------- | --- | ------- | --- | ------- |
| W1x Одиночки         | Чехия · Мирослава Кнапкова | 8:15,48 | Австрия · Магдалена Лобинг | 8:18,24 | Нидерланды · Инге Янссен | 8:21,30 |
| W2x Двойки парные    | Литва · Доната Виштартайте · Милда Вальчюкайте | 7:21,87 | Польша · Магдалена Фуларчик · Наталия Мадай | 7:28,34 | Беларусь · Екатерина Карстен · Юлия Бичик | 7:31,94 |
| W2- Двойки распашные | Румыния · Кристина Григораш · Андрея Богьян | 7:49,09 | Германия · Керстин Хартманн · Марлене Зинниг | 7:51,56 | Украина · Светлана Новиченко · Анна Концевая | 7:57,26 |
| W4x Четвёрки парные  | Германия · Аннекатрин Тиле · Карина Бер · Юлия Рихтер · Бритта Оппельт | 6:45,01 | Нидерланды · Вианка ван Дроп · Софи Сауэр · Лиза Схенард · Николь Бёкерс                                                                                   | 6:48,67 | Италия · Лаура Скьявоне · Джада Коломбо · Сара Маньяги · Гая Пальма | 6:49,57 |
| W8+ Восьмёрки        | Румыния · Роксана Коджану · Йонелия Захария · Кристина Григораш · Ирина Дорняну · Аделина Кожокариу · Андрея Богьян · Камелия Лупашку · Николета Альбу · Даниэла Друнча (рул) | 6:41,83 | Германия · Лиза Кеммерер · Анна Беккер · Софи Пауль · Ульрика Зенневальд · Михаэла Шмидт · Ронья Шютте · Юлия Лепке · Катрин Марханд · Лаура Швенсен (рул) | 6:50,20 | Россия · Юлия Иноземцева · Оксана Стрелкова · Анастасия Карабельщикова · Александра Фёдорова · Татьяна Афиногенова · Анастасия Тиханова · Елизавета Тиханова · Анастасия Жукова · Ксения Волкова (рул) | 6:53,32 |
| Лёгкий вес           | |         | |         | |         |
| LW1x Одиночки        | Греция · Айкатерини Николаиду | 8:32,92 | Австрия · Михаэла Таупе-Трауэр | 8:36,59 | Нидерланды · Мари-Энн Френкен | 8:39,14 |
| LW2x Двойки парные   | Италия · Лаура Милани · Элизабетта Санкассани | 7:37,92 | Германия · Лена Мюллер · Аня Носке | 7:42,64 | Польша · Вероника Дереш · Катажина Вельна | 7:47,10 |

## Командный зачёт
| Место | Страна     | Золото | Серебро | Бронза | Всего |
| ----- | ---------- | ------ | ------- | ------ | ----- |
| 1     | Германия   | 3      | 4       | 2      | 9     |
| 2     | Италия     | 2      | 1       | 2      | 5     |
| 3     | Румыния    | 2      | 1       | 0      | 3     |
| 3     | Чехия      | 2      | 1       | 0      | 3     |
| 5     | Дания      | 2      | 0       | 0      | 2     |
| 6     | Нидерланды | 1      | 1       | 5      | 7     |
| 7     | Литва      | 1      | 1       | 0      | 2     |
| 8     | Франция    | 1      | 0       | 1      | 2     |
| 8     | Швейцария  | 1      | 0       | 1      | 2     |
| 10    | Греция     | 1      | 0       | 0      | 1     |
| 10    | Сербия     | 1      | 0       | 0      | 1     |
| 12    | Польша     | 0      | 4       | 1      | 5     |
| 13    | Австрия    | 0      | 2       | 0      | 2     |
| 14    | Норвегия   | 0      | 1       | 1      | 2     |
| 15    | Португалия | 0      | 1       | 0      | 1     |
| 16    | Беларусь   | 0      | 0       | 1      | 1     |
| 16    | Испания    | 0      | 0       | 1      | 1     |
| 16    | Россия     | 0      | 0       | 1      | 1     |
| 16    | Украина    | 0      | 0       | 1      | 1     |
| Всего | Всего      | 17     | 17      | 17     | 51    |

 Страна — хозяйка соревнований